# Revolver
För andra betydelser, se Revolver (olika betydelser).

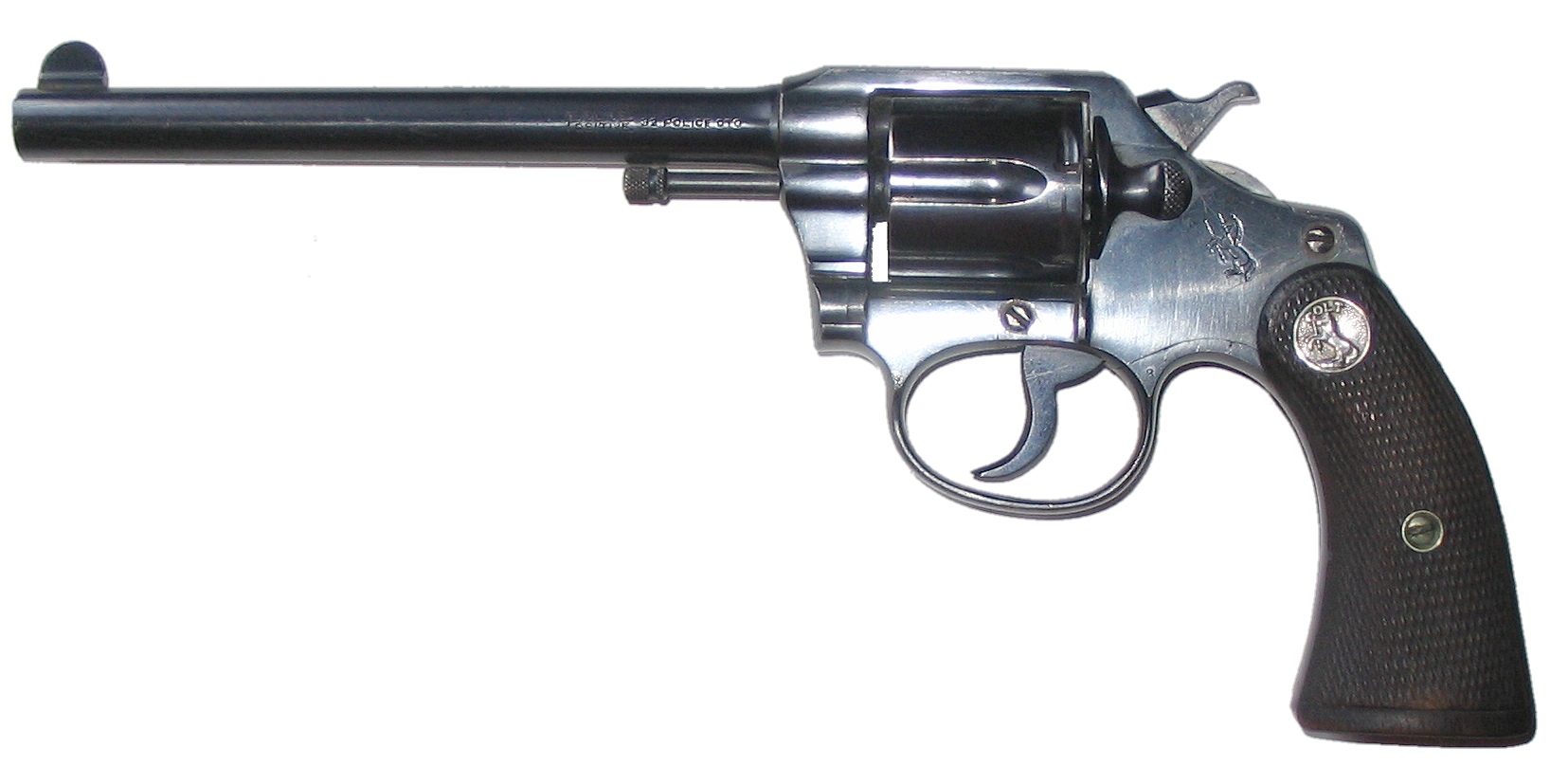
En revolver från Colt

Revolver, från vapenuppfinnaren Samuel Colts benämning "revolving pistol", dvs "roterande pistol", är ett handeldvapen avsett att användas med en hand. Vapnet är försett med en roterande cylinder bakom pipan. Det är i cylindern vapnets patroner är placerade och cylindern roteras så att en kula ligger i linje med pipan inför avfyrning. Efter avfyrat skott roterar cylindern när hanen åter spänns så att nästa patron ligger klart för avfyrning.
Revolvern är en variant av pistol med den roterande cylindern som utmärkande egenskap. Cylindern kallas även magasin, trumma eller kammarstycke. Jämfört med en automatpistol är revolvern mer tillförlitlig, och slås därför inte lika lätt ut av föroreningar som sand eller vatten.

## Historia

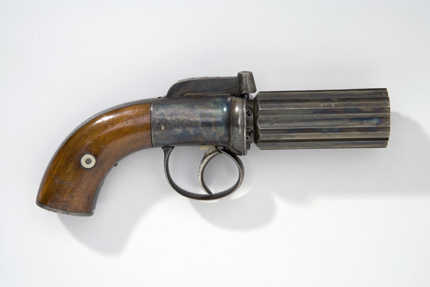
Slaglåsrevolver, "pepperbox - bar hammer", cirka 1845-1850

Revolver-principen, att rotera två eller flera pipor eller en cylinder, för enhandsvapen har funnits sen 1500-talet men tillverkades endast i mycket litet antal på grund av de dåtida produktionstekniska problemen med att framställa vapendelar med tillräcklig hög precision för att få ett vapen som fungerade väl och var gastätt mellan trumma och pipa.
I början av 1800-talet när principen för slaglås var uppfunnen tog även nytänkandet för revolvern fart. Men den största faktorn var att den industriella revolutionen börjat, och det gjordes många tekniska genombrott inom metallbearbetning och mekaniska konstruktioner, vilket var en förutsättning för att kunna tillverka väl fungerande vapen i större serier till ett lågt pris jämfört med tidigare. Flera konstruktioner såg dagens ljus innan Samuel Colt lanserade sin första revolver, en av de mer lyckade var Elisha Colliers revolver som tillverkades i England 1818-1822.
Amerikanen Samuel Colt är den som anses ha konstruerat urfadern till den första moderna revolvern, vilken han patenterade 1835. Den hade en vridbar cylinder (en så kallad trumma) för fem skott bakom en pipa. De tidiga revolvrarna var framladdade, dvs man förde in antingen löst krut och kula eller en så kallad tyg- eller papperspatron i trumman framifrån, och sedan monterade en tändhatt på nippeln bakom varje kammare på trumman. En ny laddning vrids fram när hanen spänns och vapnet är på nytt redo att avfyras. En tidigare variant av det roterande magasinet var så kallade pepparboxpistoler där vapnet hade ett flertal roterande mynningsladdade pipor. Pepparboxpistoler erbjöd dock undermålig precision och vissa versioner led av problem med oavsiktlig avlossning av en eller flera av de andra piporna i samband med att eld läckte tillbaka ur tändhattsnippeln/fänghålet och spreds till intilliggande pipor och antände krutladdningen där, detta gäller även tidiga renodlade revolvrar som till exempel Colliers. Colts design erbjöd därmed högre precision i kombination med högre eldhastighet. Colts första serieproducerade revolver var den så kallade Paterson-revolvern uppkallad efter Colts första fabrik i Paterson, New Jersey. Den första moderna revolvern kom när enhetspatronen uppfunnits. Denna tillverkades av fransmannen Casimir Lefaucheux i början av 1850-talet.
Flera vapentillverkare skulle sedan komma att finslipa revolvern under 1860- och 1870-talen, den namnkunnigaste av dem var Samuel Colt. Samuel Colts namn är dock mest förknippat med ett vapen som formgavs efter hans död: Colt Single Action Army som i folkmun kom att kallas Peacemaker ("fredsmäklare"). Denna började tillverkas 1873, och har, med tre kortare produktionsuppehåll, fortsatt att tillverkas sedan dess. Colt Single Action Army är det vapen som tillsammans med det berömda Winchester-geväret mest av alla kom att förknippas med vilda västern och är fortfarande världens mest beryktade revolver.
De tidiga revolvrarna hade oftast en kapacitet i trumman om fem skott, även om sex skott historiskt sett är det vanligaste. Men udda konstruktioner med ända upp till 20 skotts kapacitet har förekommit, på andra udda konstruktioner har axeln som trumman roterar runt utgjort en extra pipa för ett extra skott. Gemensamt för dessa var att de var mycket klumpiga att hantera och aldrig blev populära.

## Typer av revolvrar

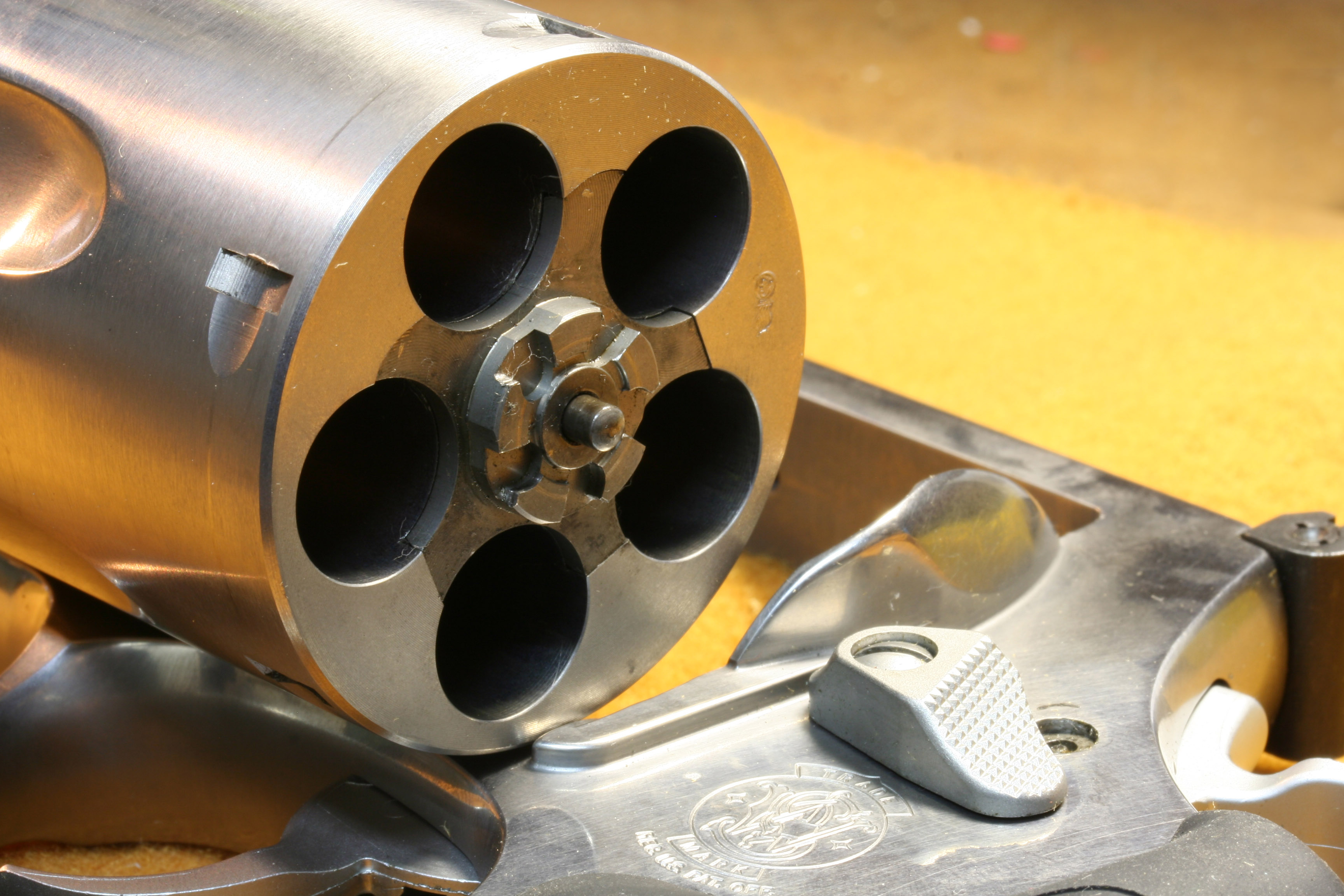
Revolvertrumma

Det finns flera olika typer av revolvrar, varav två är baserade på avtryckarens funktion: single action och double action.

### Single action
På en "single action"-revolver roteras trumman/kammarstycket genom att hanen spänns, ofta med tummen. Detta gör att nästa patron vridits fram och att trumman låses fast i linje med pipan. När avtryckaren trycks in fälls hanen och skottet avfyras. För att avfyra ytterligare skott måste hanen spännas manuellt igen. Det kallas "single action" eftersom avtryckaren endast har en uppgift: att fälla hanen. Eftersom endast en handling behöver utföras samt att trycka in avtryckaren är lättare gör att träffsäkerheten hos de flesta skyttar ökar.

### Double action
För "double action"-revolvrar roteras trumman/kammarstycket och hanen spänns/fälls genom att avtryckaren trycks in. En revolver som skjuts double action har ofta en längre och hårdare avtryckargång (så kallat "trycke") än en revolver som skjuts single action. De flesta "double action"-revolvrar kan även skjutas som single action men det finns typer som endast är double action, så kallade "double action only". 

### Automatiska revolvrar
Hos automatiska revolvrar utnyttjas vapnets rekyl för att rotera trumman/kammarstycket och spänna hanen.

### Startrevolvrar
Startpistoler eller skrämskottsvapen, som de även kallas, kan vara exakta kopior av skarpa vapen. För att förhindra att man obehindrat kan skjuta skarpt brukar vapnet vara konstruerat så att endast startpatroner kan laddas och avfyras. Pipan får naturligtvis ej vara borrad och räfflad. Startpatroner (lösa skott) är tillverkade av mässing, saknar kula och har ofta en stukad främre ända eller pluggad med en "lös" pappersladdning. De vanligaste kalibrarna är 6 och 9 millimeter. Startpistoler används bland annat vid idrottstävlingar och hundträning. Även skådespelare och stuntmän använder sig av sådana vapen vid filminspelning och teater. I vissa fall har dock vapnen omarbetats för att kunna användas vid skarpskjutning, detta har medfört att licenskrav numera gäller för innehav av startpistoler i Sverige.

### Grytrevolvrar
Grytrevolvrar och grytpistoler är licenspliktiga enskottsjaktvapen oftast i kalibern 22.lr. som används exempelvis för jakt på vilt i gryt, vid fällfångst och vid jakt med ställande hundar. Cylindern på revolvrar är borrad för endast en patron och pistoler kan laddas med endast ett skott i enlighet med nuvarande regler. Vid behov ges även licens på flerskottsrevolver/pistol för till exempel avlivning (grytjakt), fällfångst och jakt med ställande hundar.